# Megachirella
Megachirella is een geslacht van uitgestorven stamsquamaten dat ongeveer 240 miljoen jaar geleden leefde tijdens het Midden-Trias en slechts de enige benoemde soort Megachirella wachtleri bevat. 

## Naamgeving
De typesoort Megachirella wachtleri werd in 2003 benoemd door Silvio Renesto en Renato Posenato. De geslachtsnaam is afgeleid van Grieks mega, "groot", en cheir, "hand", een verwijzing naar de grote handen en voeten. De soortaanduiding eert Michael Wachtler als ontdekker.
Het is bekend van een gedeeltelijk skelet met schedel, holotype  KUH-1501, ontdekt in de Dontformatie uit het gebied van Braies, de Dolomieten van Zuid-Tirol in Noord-Italië, die dateert uit het Anisien.

## Beschrijving
Megachirella is uitsluitend bekend van een gedeeltelijk skelet, bewaard in anatomisch verband. De vondst omvat een bijna volledige schedel, de voorste lichaamshelft en een deel van de voorpoten. De schedel, hoewel verstoken van het voorste deel van de snuit, is vrij robuust en groot; de nek is matig langwerpig en de voorpoten zijn groot en sterk. De afmetingen zijn niet groter dan vijftien centimeter lang en het uiterlijk is vergelijkbaar met dat van een hagedis met forse poten.

## Fylogenie
Megachirella werd geclassificeerd als een lid van Lepidosauromorpha, de clade van reptielen die hagedissen, slangen, de tuatara en hun naaste uitgestorven verwanten omvat. In het bijzonder vertoont het fossiel enige overeenkomsten, voornamelijk in de schedel, met enkele toenmalige basale vormen zoals de Eolacertilia. Een fylogenetische analyse in 2013 bevestigde dat het een lepidosauromorf was die nauw verwant was aan de kroongroep Lepidosauria.
Een studie in 2018, geleid door Tiago R. Simōes van de University of Alberta, vond dat Megachirella een stamsquamaat was, waardoor het het oudst bekende lid van de orde Squamata is, de orde die de hagedissen, slangen en Amphisbaenia (wormhagedissen) omvat. De studie profiteerde van hoge resolutie microfocus X-ray computertomografie (micro-CT) scans van het fossiele exemplaar van Megachirella om gedetailleerde gegevens over zijn anatomie te verzamelen. Deze gegevens werden vervolgens vergeleken met een fylogenetische dataset die de morfologische en moleculaire gegevens van honderdnegenentwintig bestaande (levende) en uitgestorven reptielentaxa combineert. Uit de vergelijking bleek dat Megachirella bepaalde kenmerken had die uniek zijn voor squamaten, hun symplesiomorfieën. De studie toonde ook aan dat gekko's de eerste squamaten van de kroongroep zijn, niet de leguanen.

## Paleobiologie
Ondanks dat het fossiel van Megachirella wordt gevonden in mariene afzettingen, vertoont het geen aanpassing aan het waterleven. Integendeel, kenmerken zoals de sterke voorpoten, de vorm van de klauwen, de goed verbeende handwortel en de holle ribben (waterdieren hebben vaak massieve ribben voor een neutraal drijfvermogen) doen vermoeden dat dit dier goed was aangepast aan een landbewonende levensstijl. Het exemplaar is waarschijnlijk getransporteerd naar een ondiepe kustomgeving als gevolg van zware stormen gepaard met overstromingen nadat het stierf.